# Назаровене, Ремигия
Ремигия Назаровене (лит. Remigija Nazarovienė; род. 2 июня 1967, Ашхабад), в девичестве Сабловскайте (лит. Sablovskaitė) — советская и литовская легкоатлетка, специалистка по многоборьям. Выступала за сборные СССР и Литвы по лёгкой атлетике в 1985—2002 годах, обладательница бронзовой медали чемпионата мира, многократная победительница всесоюзных и республиканских первенств, действующая рекордсменка Литвы в семиборье, участница трёх летних Олимпийских игр. Мастер спорта СССР международного класса. Тренер по лёгкой атлетике.

## Биография
Ремигия Сабловскайте родилась 2 июня 1967 года в Ашхабаде, Туркменская ССР. Происходит из легкоатлетической семьи: её отец метал копьё на 78,32 метра, а мать выбегала 100 метров из 12 секунд.
Впоследствии постоянно проживала в Вильнюсе, Литовская ССР. В 1981 году начала заниматься лёгкой атлетикой, представляла физкультурно-спортивное общество «Динамо».
В 1984 году выполнила норматив мастера спорта СССР.
Впервые заявила о себе на международном уровне в сезоне 1985 года, когда вошла в состав советской сборной и выступила на юниорском европейском первенстве в Котбусе, где в зачёте семиборья стала четвёртой.
В 1986 году принимала участие в Играх доброй воли в Москве, заняла в семиборье девятое место.
В 1987 году среди прочего выиграла первенство Литовской ССР в Вильнюсе.
В 1988 году на чемпионате СССР в Киеве с результатом в 6566 очков превзошла всех соперниц в семиборье и завоевала золотую медаль. Благодаря этому успешному выступлению удостоилась права защищать честь страны на летних Олимпийских играх в Сеуле — здесь набрала в сумме семиборья 6456 очков, расположившись в итоговом протоколе на пятой строке. По итогам сезона удостоена почётного звания «Мастер спорта СССР международного класса».
В 1989 году уже под фамилией Назаровене выиграла серебряную медаль на чемпионате СССР по многоборьям в Брянске, установив при этом ныне действующий национальный рекорд Литвы в семиборье — 6604 очка. На Кубке Европы по легкоатлетическим многоборьям в Хелмонде стала второй в личном зачёте семиборья и тем самым помогла соотечественницам выиграть женский командный зачёт. Также в этом сезоне показала второй результат на международном турнире Décastar во Франции.
В 1990 году вновь стала чемпионкой Литвы в семиборье и выступила на чемпионате Европы в Сплите, где заняла итоговое шестое место.
После распада Советского Союза Назаровене продолжила спортивную карьеру в составе литовской сборной. Так, в 1992 году она стала чемпионкой страны в семиборье и отправилась соревноваться на Олимпийские игры в Барселоне, где показала 14-й результат.
В 1994 году стартовала на чемпионате Европы в Хельсинки, стала в своей дисциплине седьмой.
В 1995 году отметилась выступлением на чемпионате мира в Гётеборге, заняла 17-е место.
В 1996 году была шестой на международном турнире Hypo-Meeting в Австрии, одержала победу на Decastar. Принимала участие в Олимпийских играх в Атланте — в программе семиборья набрала 6254 очка, закрыв десятку сильнейших.
В 1997 году стартовала в пятиборье на чемпионате мира в помещении в Париже, но досрочно завершила здесь выступление. На чемпионате мира в Афинах с результатом в 6566 очков завоевала бронзовую награду в семиборье, уступив только немке Сабине Браун и британке Дениз Льюис.
В 1998 году была четвёртой на Играх доброй воли в Нью-Йорке и на чемпионате Европы в Будапеште, получила серебро на международном турнире Decastar, взяла бронзу в зачёте IAAF Combined Events Challenge.
В 1999 году стала четвёртой в пятиборье на чемпионате мира в помещении в Маэбаси и восьмой в семиборье на чемпионате мира в Севилье.
В 2002 году после победы на чемпионате Литвы в Каунасе выступила на чемпионате Европы в Мюнхене.
Завершила спортивную карьеру по окончании сезона 2004 года.
Впоследствии работала тренером по лёгкой атлетике в Эстонии. Среди её воспитанников такие известные спортсмены как Микк Пахапилл, Андрес Рая, Микк-Михкел Арро, Кайе Канд, Ксения Балта и др. В 2006 году признавалась лучшей женщиной-тренером Эстонии.
Была замужем за эстонским многоборцем Андреем Назаровым (в 2009 году супруги развелись), их сын Дейвидас Назаровас добился определённых успехов в баскетболе. Имеет родственную связь с титулованным литовским дискоболом Виргилиюсом Алекной.